# Венецианский залив
Венецианский залив (итал. Golfo di Venezia, хорв. Venecijanski zaljev, словен. Beneški zaliv) — залив в северной части Адриатического моря между дельтой реки По в северной Италии и полуостровом Истрия в Хорватии. Омывает берега Италии, Словении и Хорватии.

## География
Средняя глубина залива 34 м. В него впадают реки Тальяменто, Пьяве, Адидже и Брента.
На северо-востоке выделяется Триестский залив, на западе — Венецианская лагуна. Берега большей частью низменные, изрезанные многочисленными мелкими заливами и бухтами.
Главными городами, которые лежат на побережье, омываемом заливом, являются Венеция, Триест, Кьоджа и Пула.

## История
Венецианский залив, вероятно, получил своё название с того времени, когда Венецианская республика окружала большую часть северного Адриатического моря.